# Kurt von Klüfer
Theodor Kurt von Klüfer (* 1. Oktober 1869 in Münster; † 19. Oktober 1941 ebenda) war ein deutscher Soldat, zuletzt im Range eines Oberst, Polizeioffizier und Militärschriftsteller.

## Leben
Klüfer entstammte einem alten niedersächsischen Adelsgeschlecht. Seine Eltern waren Theodor von Klüfer (geb. 20. September 1832 in Braunsberg in Ostpreußen; gest. 10. November 1912 in Hannoversch Münden), ein Oberst des 73. Füsilier-Regiments in Hannover, und dessen Ehefrau Clara von Dargitz (geb. 1837; gest. 12. Januar 1908). Der deutsch-amerikanische Kartonage-Fabrikant Julius Kluefer (1844–1916) war sein Onkel. Er trat 1887 als Dreijährig-Freiwilliger in das Hannoversche Füsilier-Regiment Nr. 73 der Preußischen Armee ein, also in das Regiment, in dem sein Vater Oberst war. Dort wurde er am 21. September 1889 zum Sekondeleutnant befördert. Es folgte seine Versetzung in das Oldenburgische Infanterie-Regiment Nr. 91 sowie seine Kommandierung zur weiteren Ausbildung an die Kriegsakademie. Nachdem er diese erfolgreich absolviert hatte, fungierte Klüfer für drei Jahre als Regimentsadjutant.
Im Ersten Weltkrieg war er als Major Kommandeur des II. Bataillons des Infanterie-Regiments „Großherzog Friedrich Franz II. von Mecklenburg-Schwerin“ (4. Brandenburgisches) Nr. 24. Am 25. Februar 1916 befehligte er die Erstürmung von Fort Douaumont. Obwohl seine 6. Kompanie unter dem Leutnant der Reserve Eugen Radtke als erste in die Festung eingedrungen war, erhielt auf Grund eines Kommunikationsfehlers der Chef der 8. Kompanie Cordt von Brandis den Orden Pour le Mérite. Klüfer verlangte daraufhin eine ehrengerichtliche Klärung der Angelegenheit durch das zuständige Armeekorps. Dieses Verlangen wurde seitens des Kommandierenden Generals des Armeekorps als Kritik an einer Entscheidung des Deutschen Kaisers und als Ungezogenheit ausgelegt, der ihn daraufhin zunächst in die Heimat strafversetzen ließ. Erst 1926 wurde Radtke durch das Reichsarchiv zugestanden, als erster deutscher Offizier in die Festung eingedrungen zu sein. Für seinen Einsatz im Unternehmen Michael, an dem er als Major und Regimentskommandeur teilnahm, wurde Klüfer am 21. April 1918 mit dem Orden Pour le Mérite ausgezeichnet.
Nach Kriegsende fungierte Klüfer kurzzeitig als Kommandeur eines nach ihm benannten Detachement. Er wurde dann zunächst noch in die Vorläufige Reichswehr übernommen, schied aber am 31. Dezember 1920 unter Verleihung des Charakters als Oberstleutnant aus dem aktiven Dienst und trat in den Polizeidienst ein. Klüfer war als Kommandeur der Sicherheitspolizeigruppe Gelsenkirchen an der Niederschlagung des Ruhraufstandes beteiligt. Im Anschluss daran wurde er 1921 mit der Gesamtführung der Polizeitruppen anlässlich der Märzkämpfe in Mitteldeutschland beauftragt. Sie endeten mit der Erstürmung der Leuna-Werke.
Von Mai 1921 bis April 1923 fungierte Klüfer als Kommandeur der Polizeischule Neu-Ruppin und anschließend bis 1926 als Kommandeur der Polizeischule Münster. Anschließend im Ruhestand betätigte er sich als Militärschriftsteller. Insbesondere bemühte er sich um die richtige Darstellung der Geschehnisse um die Erstürmung des Fort Douaumont. Klüfer gehörte seit 1924 dem Corps Cheruscia Erlangen an, das 1929 im Corps Saxo-Thuringia München aufging.
Anlässlich des 25. Jahrestages der Schlacht bei Tannenberg erhielt Klüfer am 27. August 1939, dem sogenannten Tannenbergtag, den Charakter als Oberst verliehen.

## Schriften
- Geleitwort. In: Benno Martin, Otto Peter: Handbuch der Gesetzeskunde für den Polizeiwachtmeister – Ein Leitfaden für den Polizeiunterricht. 1926.
- Seelenkräfte im Kampf um Douaumont. 1938.
- Wie ein ausgesprochener Laie zu seelenkundlichen Betrachtungen kam. In: Allgemeine schweizerische Militärzeitung. Band 84, 1938, Heft 10, S. 633–641.
- Nerven im Kampf. 1939.
- Das Trojanische Pferd, die Fallschirmjäger und der Douaumont, ein Vergleich und Die Zurückweisung eines Vorwurfes gegen deutsche Waffenehre. 1941.